# Кемский район
Ке́мский райо́н (карел. и фин. Kemin piiri) — административно-территориальная единица (район) и муниципальное образование (муниципальный район) в составе Республики Карелия Российской Федерации.
Административный центр — город Кемь.
Кемский район относится к районам Крайнего Севера.

## География
Район расположен в северной части Республики Карелия, в бассейне реки Кемь, с востока омывается Белым морем. Центр района город Кемь — порт на берегу Белого моря.
Граничит на севере с Лоухским, на западе — с Калевальским, на юге — с Беломорским районами Республики Карелия.
Площадь района — 8029 км². Большая часть территории покрыта лесом. Через территорию района с севера на юг проходит автомобильная трасса федерального значения E 105 Р21 «Кола» и железная дорога Санкт-Петербург — Мурманск (северный ход Октябрьской железной дороги), с востока на запад — Кемский тракт А135 Кемь — Калевала — Вокнаволок.

## История
Первые русские поселенцы появились в XIV веке.
В Смутное время Кемская волость пострадала от шведов, в XVIII веке стала центром рыболовства, а в XIX — лесосплава.
Район образован 29 августа 1927 году на месте Кемского уезда.
В первые годы советской власти (1920-е годы) Кемский район был пересыльным пунктом на пути репрессированных в Соловецкий лагерь особого назначения (СЛОН), а в городе Кемь располагалось управление этим лагерем (УСЛОН).
В 1994 году район объединился с городом Кемь в «Муниципальное образование города Кемь и Кемского района». В 2004 году оно преобразовано в Кемский муниципальный район.

## Население
| 2002    | 2009    | 2010    | 2011    | 2012    | 2013    | 2014    | 2015    | 2016    |
| ------- | ------- | ------- | ------- | ------- | ------- | ------- | ------- | ------- |
| 5386    | ↗18 779 | ↘17 756 | ↘17 700 | ↘17 260 | ↘16 908 | ↘16 508 | ↘16 105 | ↘15 753 |
| 2017    | 2018    | 2019    | 2020    | 2021    | 2023    |         |         |         |
| ↘15 496 | ↘15 037 | ↘14 561 | ↘14 263 | ↘13 138 | ↘12 715 |         |         |         |

Примечение. На момент Всероссийской переписи населения 2002 года город Кемь не входил в состав района.
- на 1 января 2007 года — 19 447 человек, в том числе городское население — 13 740 человек (71 %), сельское — 5707 человек (29 %).
- на 1 января 2009 года — 18 779 человек, в том числе городское население — 13 216 человек, сельское — 5563 человек.

### Урбанизация
В городских условиях (город Кемь) проживают 76.38 % населения района.

### Национальный состав
По итогам переписи населения 2020 года проживали следующие национальности (национальности менее 0,1 % и другое, см. в сноске к строке «Другие»):
| Национальность | Численность, чел. | Доля     |
| -------------- | ----------------- | -------- |
| Русские        | 11 633            | 88,54 %  |
| Карелы         | 325               | 2,47 %   |
| Белорусы       | 254               | 1,93 %   |
| Украинцы       | 143               | 1,09 %   |
| Финны          | 41                | 0,31 %   |
| Поморы         | 24                | 0,18 %   |
| Поляки         | 18                | 0,14 %   |
| Татары         | 18                | 0,14 %   |
| Чуваши         | 15                | 0,11 %   |
| Таджики        | 15                | 0,11 %   |
| Другие         | 652               | 4,98 %   |
| Итого          | 13 138            | 100,00 % |

## Административно-территориальное деление
В Кемский муниципальный район входят 4 муниципальных образования, в том числе 1 городское поселение и 3 сельских поселения:
| № | Муниципальное образование           | Административный центр | Количество населённых пунктов | Население (чел.) | Площадь (км²) |
| - | ----------------------------------- | ---------------------- | ----------------------------- | ---------------- | ------------- |
| 1 | Кемское городское поселение         | город Кемь             | 4                             | 10 093           | 1880,98       |
| 2 | Кривопорожское сельское поселение   | посёлок Кривой Порог   | 5                             | 860              | 2552,00       |
| 3 | Куземское сельское поселение        | посёлок Кузема         | 8                             | 286              | 3444,00       |
| 4 | Рабочеостровское сельское поселение | посёлок Рабочеостровск | 2                             | 1476             | 152,00        |

### Населённые пункты
В Кемском районе 19 населённых пунктов.
| №  | Населённый пункт           | Тип     | Население | Муниципальное образование           |
| -- | -------------------------- | ------- | --------- | ----------------------------------- |
| 1  | Авнепорог                  | посёлок | ↘159      | Кривопорожское сельское поселение   |
| 2  | Воньга                     | деревня | →2        | Куземское сельское поселение        |
| 3  | Вочаж                      | посёлок | ↘43       | Кемское городское поселение         |
| 4  | Гридино                    | село    | ↘72       | Куземское сельское поселение        |
| 5  | Калгалакша                 | село    | ↘45       | Куземское сельское поселение        |
| 6  | Кемь                       | город   | ↘9712     | Кемское городское поселение         |
| 7  | Кривой Порог               | посёлок | ↘793      | Кривопорожское сельское поселение   |
| 8  | Кузема                     | посёлок | ↘325      | Куземское сельское поселение        |
| 9  | Ламбино                    | станция | →0        | Куземское сельское поселение        |
| 10 | Мягрека                    | станция | ↗6        | Рабочеостровское сельское поселение |
| 11 | Панозеро                   | деревня | ↘52       | Кривопорожское сельское поселение   |
| 12 | Панозеро                   | посёлок | ↘283      | Кривопорожское сельское поселение   |
| 13 | Поньгома                   | деревня | →57       | Куземское сельское поселение        |
| 14 | Поньгома                   | станция | →1        | Куземское сельское поселение        |
| 15 | Рабочеостровск             | посёлок | ↘2000     | Рабочеостровское сельское поселение |
| 16 | Сиг                        | станция | →4        | Куземское сельское поселение        |
| 17 | Шомба                      | посёлок | ↘4        | Кривопорожское сельское поселение   |
| 18 | 14 км дороги Кемь-Калевала | посёлок | ↗604      | Кемское городское поселение         |
| 19 | 6 км дороги Кемь-Калевала  | посёлок | →4        | Кемское городское поселение         |

## Символика
Флаг и герб района 24 июня 2013 года включены Государственным геральдическим советом при президенте РФ в государственный геральдический регистр РФ.
Герб представляет собой лазоревое поле, на котором изображены соприкасающиеся серебряные жемчужины, уложенные в два кольца, одно внутри другого. Щит увенчан муниципальной короной установленного образца. На флаге района (отношение ширины флага к длине 2:3) воспроизведена композицию герба Кемского муниципального района в синем и белом цветах.

## Экономика
Основными отраслями производства в районе являются — лесозаготовка, деревообработка, добыча строительного камня, производство щебня, рыбоводство и энергетика (Путкинская ГЭС, Подужемская ГЭС, Кривопорожская ГЭС).

## Достопримечательности
На территории района сохранилось более 30 памятников историко-культурного наследия.
Ныне район является туристическим центром, среди достопримечательностей — Кузовский архипелаг, Успенский собор города Кемь (1714 год), Музей поморской культуры. В деревне Панозеро ежегодно 2 августа проводится фольклорный праздник «Панозеро — жемчужина севера». Ранее в состав Кемского уезда входил Соловецкий монастырь.

## Известные жители
В районе работал Герой Социалистического Труда Першукевич И. П.

## Упоминание в фильме
В фильме «Иван Васильевич меняет профессию» (реж. Леонид Гайдай):

Бунша (Яковлев) (шепчет дьяку): Послушайте, товарищ! Товарищ, можно Вас на минуточку? Хотелось бы, так сказать, в общих чертах понять, что ему нужно.

Дьяк (Крамаров): Хе. Да понять его, надежа-царь, немудрено. Хе-хе-хе. Они Кемскую волость требуют. Мы воевали, говорят, так подай её сюда.

Бунша (громко): Что?! Кемскую волость?!

Швед (Филиппов): О, ja, ja! Kemska Wolost! О, ja, ja!

Бунша: Ха-ха-ха! Да пусть забирают на здоровье! Я-то думал! Господи.

…

Жорж (Куравлёв): Да ты что, сукин сын, самозванец, казённые земли разбазариваешь?! Так никаких волостей не напасёшься!